# Бірки (Остерська міська громада)
Бі́рки — село в Україні, у Остерській міській громаді Чернігівського району Чернігівської області. Населення становить 242 особи. До 2016 орган місцевого самоврядування — Остерська міська рада.
Село постраждало внаслідок геноциду українського народу, проведеного урядом СРСР 1932—1933 та 1946—1947.

## Археологічні розвідки
Неподалік від села, у місцевості Холми, існувало місто Маслов, знищене під час першої татарської навали[джерело?].

## Історія
У Описі Київського намісництва 1787 року у с. Борки Остерського повіту мешкало 188 осіб різного звання державних людей, козаків і володільців – секунд майора Закревського і обозного полкового Івана Солонини .
За даними на 1859 рік у козацькому й власницькому селі Остерського повіту Чернігівської губернії мешкало 392 особи (170 чоловічої статі та 222 — жіночої), налічувалось 55 дворових господарств, існувала православна церква.

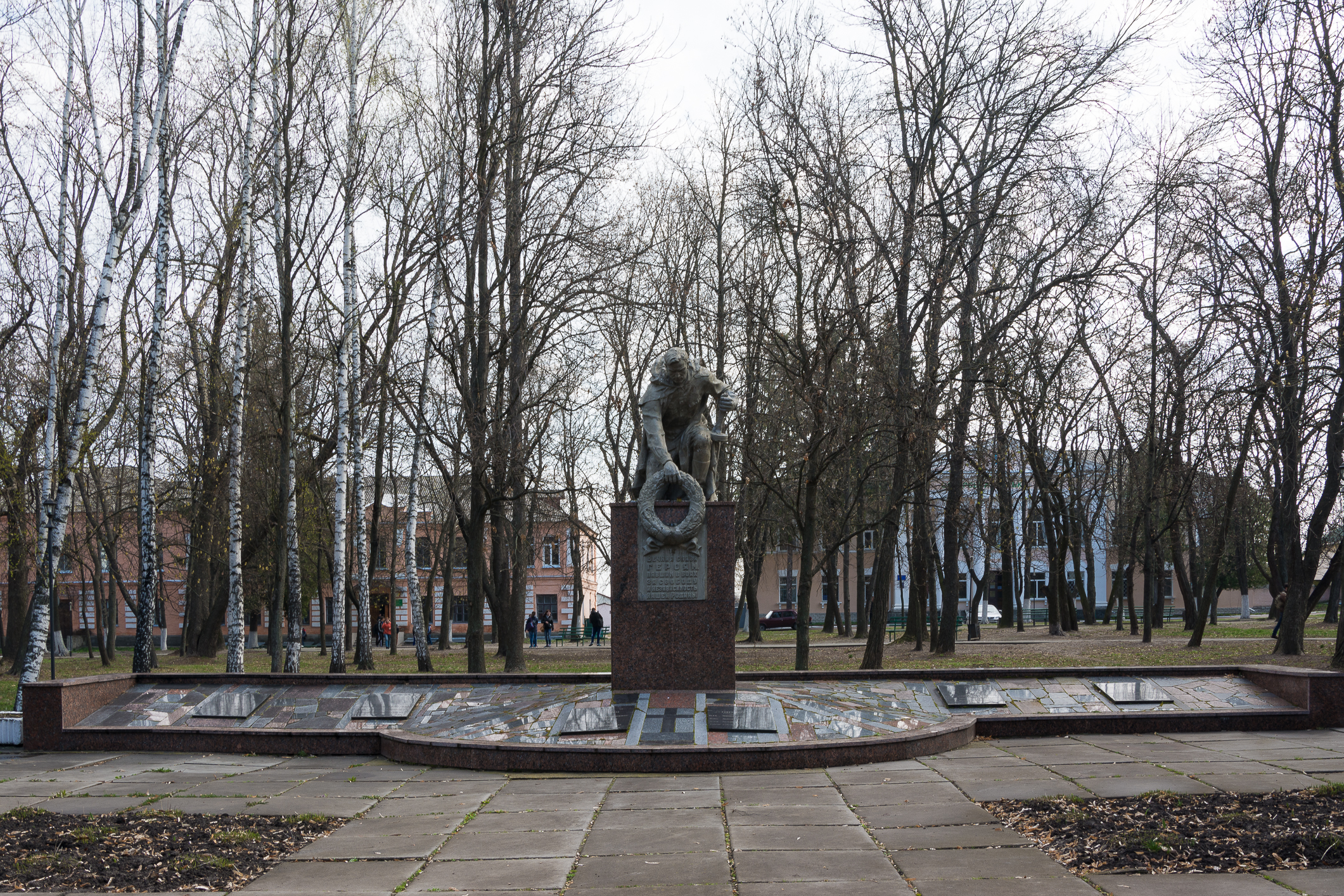
Братська могила 283 радянських вояків, які загинули при реокупації села у вересні 1943 року та пам'ятний знак 360 воїнам-односельчанам

Станом на 1885 у колишньому державному й власницькому селі Остерської волості мешкало 240 осіб, налічувалось 44 дворових господарств, існували православна церква, 2 постоялих будинки, 3 водяних і вітряний млини, винокурний завод.
За переписом 1897 року кількість мешканців становила 985 осіб (239 чоловічої статі та 746 — жіночої), з яких .
12 червня 2020 року, відповідно до розпорядження Кабінету Міністрів України № 730-р «Про визначення адміністративних центрів та затвердження територій територіальних громад Чернігівської області», увійшло до складу Остерської міської громади.
19 липня 2020 року, в результаті адміністративно-територіальної реформи та ліквідації Козелецького району, село увійшло до складу Чернігівського району.

## Населення

### Мова
Розподіл населення за рідною мовою за даними перепису 2001 року:
| Мова       | Кількість | Відсоток |
| ---------- | --------- | -------- |
| українська | 323       | 97.88%   |
| російська  | 7         | 2.12%    |
| Усього     | 330       | 100%     |

## Відома особа
- Михайло Чайковський — польський та український політичний діяч, письменник, нащадок гетьмана Івана Брюховецького. Брав участь у польському повстанні 1830 — 31, згодом в еміграції — Париж і Константинополь, там 1850 перейшов на турецьку службу під іменем Садик Паша та прийняв іслам, помер у селі 12 січня 1886 року.